# Larsenianthus careyanus
Larsenianthus careyanus är en enhjärtbladig växtart som först beskrevs av George Bentham, och fick sitt nu gällande namn av Walter John Emil Kress och John Donald Mood. Larsenianthus careyanus ingår i släktet Larsenianthus och familjen Zingiberaceae. Inga underarter finns listade i Catalogue of Life.

## Bildgalleri

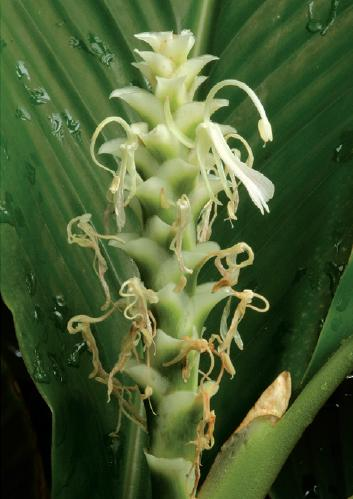